# Effektmått
Effektmått, resultatmått, utfallsmått, ändmått, ändpunkt eller slutmått är mått inom den medicinska kliniken eller forskningen (främst inom kliniska prövningar ) som används för att bedöma effekten, både positiv och negativ, av en intervention eller behandling. Dessa mått kan ofta kvantifieras med en  effektstorlek. Utfallsmått kan vara patientrapporterade eller ha samlats in med laboratorieprov såsom blodprov, urinprov etc. eller vara undersökningsfynd. Utfallsmått bör vara relevanta för interventionens mål, ofta med fokus på den specifika målgruppen (oavsett om det är en individ eller en population).
Beroende på utformningen av ett forskningsförsök kan effektmåtten vara antingen primära utfallsmått, i vilket fall studien är utformad kring att hitta en adekvat studiestorlek (genom korrekt randomisering och powerberäkning ). Sekundära eller tertiära utfallsmått är utfallsmått som läggs till efter att designen av studien har slutförts, till exempel när data redan har samlats in. En studie kan ha flera primära resultatmått.
Utfallsmått kan delas in i kliniska mått och surrogatmått, där de förstnämnda är direkt relaterade till vad som syftas uppnås, och de senare är indirekt relaterade.

## Typer
Utfallsmått som används i försök bör beakta relevans för studiens målgrupp. Utfallsmått kan delas in i kliniska utfallsmått som är direkt relevanta för målet och surrogatmått, som är indirekt relaterade. Död i hjärt-kärlsjukdom är ett exempel på en kliniskt effektmått, medan högt blodtryck, som är känt för att öka risken för död från hjärt-kärlsjukdom - är ett surrogatmått.

### Kliniska utfallsmått
I kliniska studier kan mått av direkt betydelse för en individ vara överlevnad, livskvalitet, sjuklighet, lidande, funktionsnedsättning eller symtomförändringar. För att markera vilka utfall som det är särskilt angeläget att mäta i behandlingsstudier, används begreppet prioriterade utfall eller centrala utfall, på engelska core outcomes.

### Surrogatmått
Exempel på surrogatmått är, blodtryck, blodfetter och bentäthet. Inom socialtjänst behöver man ofta utgå från syftet med interventionen för att avgöra vad som ska betraktas som surrogatmått. Om en insats syftar till att minska missbruk och mäter självkänsla så är det ett exempel på surrogatmått.
Det är ofta nödvändigt att använda surrogatmått när studier av tids-, kostnads-, eller etiska skäl inte kan förlöpa på tillräckligt länge. Olika surrogatmått är dock olika bra. De sämsta måtten ger upphov till en surrogatparadox, där surrogatmåttet förbättras av interventionen, (exempelvis hjärtfrekvens) men det verkligen relevanta utfallsmåttet (död), försämras. Det är därför viktigt att välja validerade och relevanta surrogatmått, det vill säga mått som man vet är väl kopplade till den effekt man vill uppnå.

### Kompositmått
Kompositmått (eller sammansatta/kombinerade effektmått) är vanliga i klinisk forskning. Principen är att man genom att räkna samman flera olika effektmått kan få högre statistisk styrka i studien (även kallad power). Man bör dock vara försiktig med kompositmått, särskilt när surrogatmått ingår. Ofta kan en statistiskt säkerställd effekt på ett kompositmått förklaras helt av effekt på ett surrogatmått eller en mindre viktig variabel som är relevant för patienten. Ibland kan kompositmåtten till och med maskera en negativ effekt av behandlingen på viktiga utfall som död och hjärt- och kärlhändelser.